# Orgă

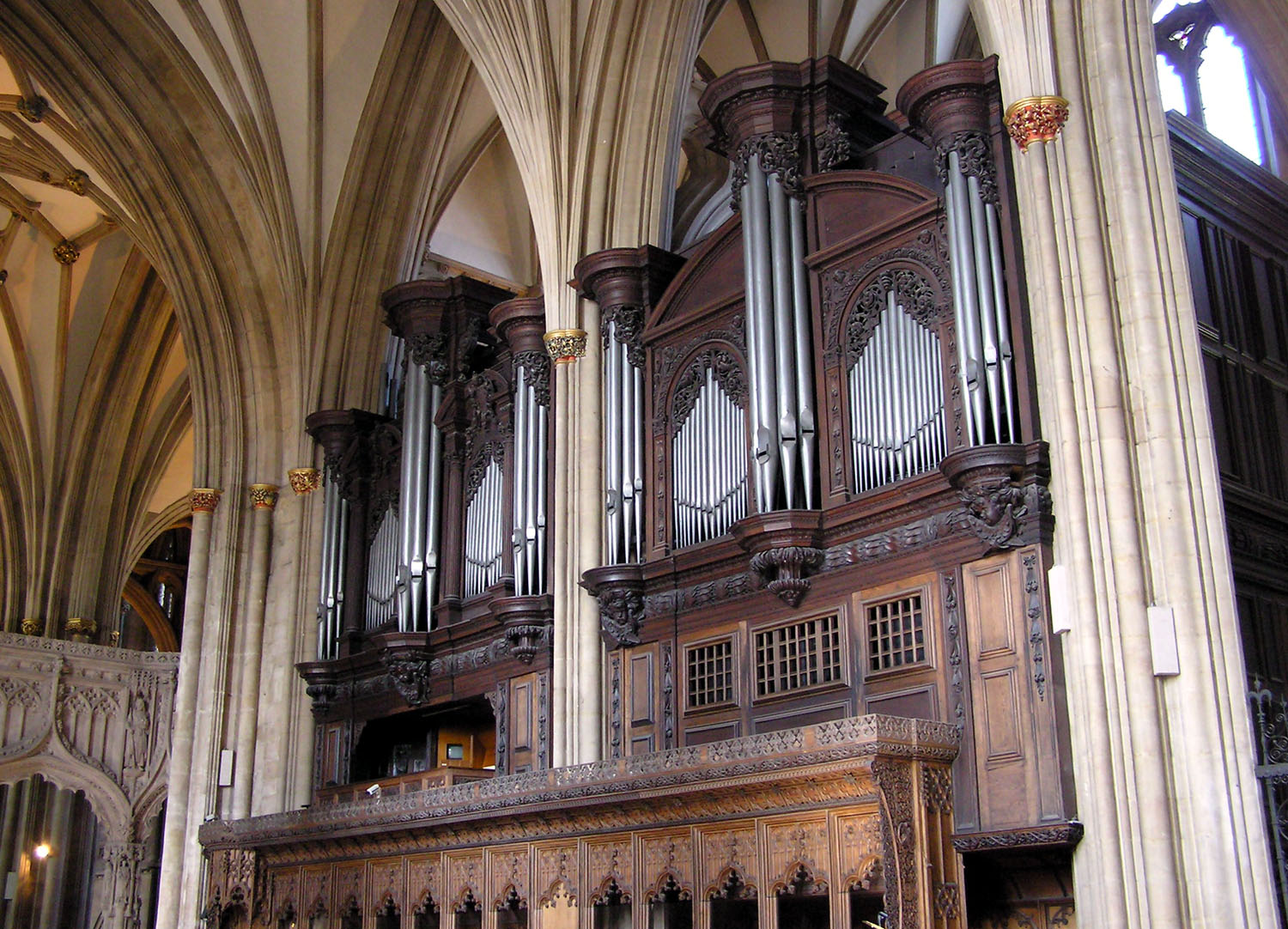
Orga catedralei din Bristol, Anglia. Multe dintre tuburi datează din 1685, dar orga a suferit ulterior mai multe modificări.

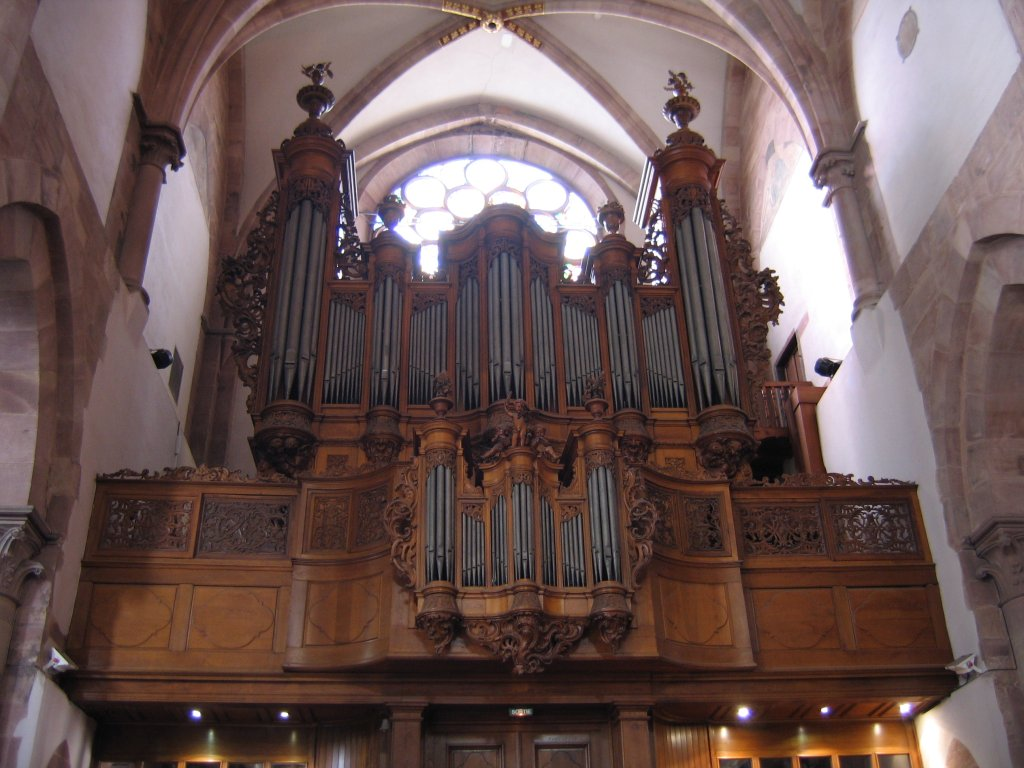
Orga Bisericii Saint-Thomas (1741), Strasbourg, Franța

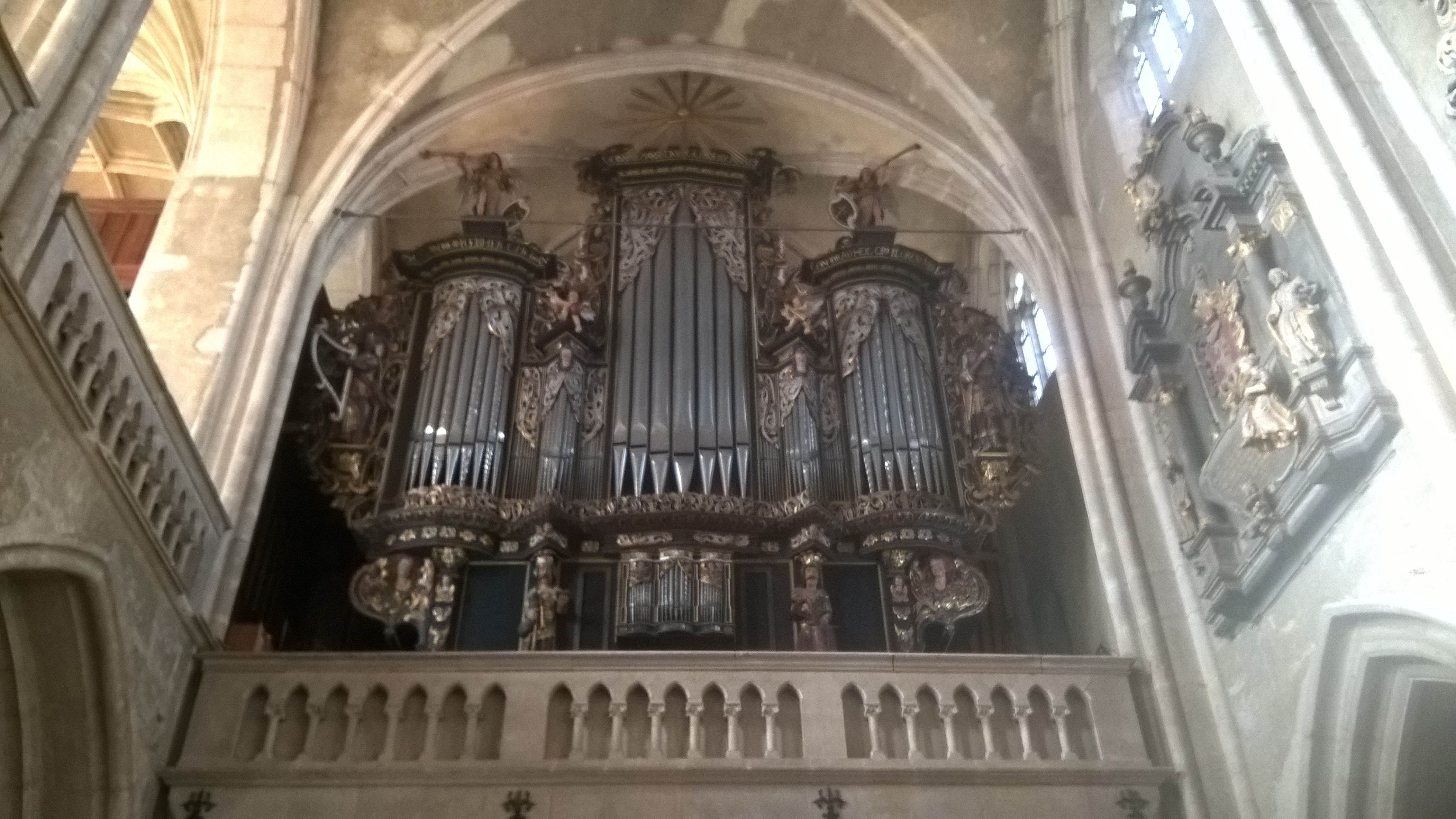
Orga Catedralei Evanghelice din Sibiu, cel mai mare instrument de acest fel din România

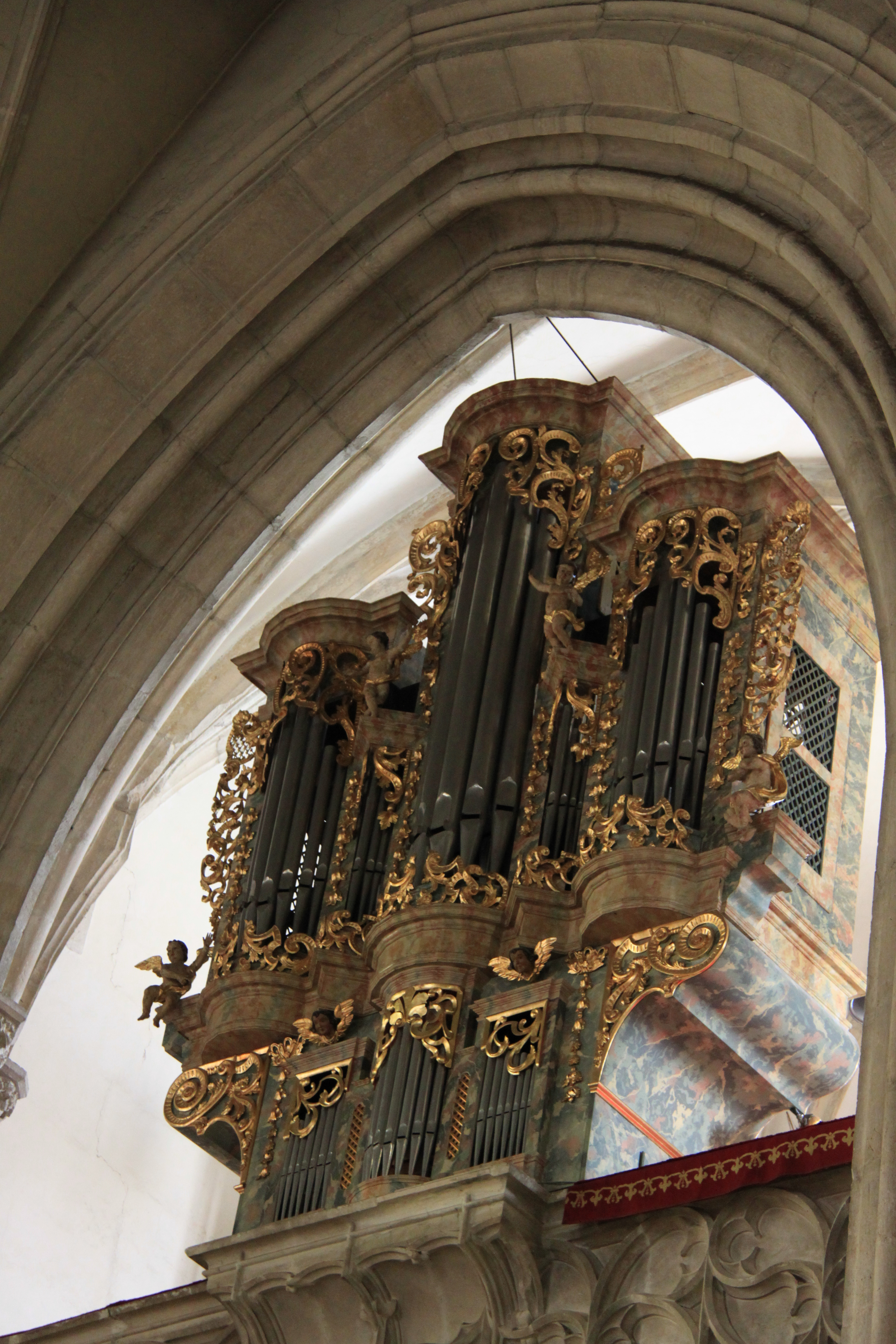
Orga Bisericii Sfântul Mihail din Cluj

Orga este un instrument muzical cu claviatură în care sunetul este produs de aerul care vibrează la trecerea prin tuburi de diferite dimensiuni. Orga este, de regulă, un instrument imobil de mari dimensiuni, cu sute de tuburi, construit special pentru încăperea în care se află. Orga are un statut aparte între instrumentele muzicale: este cunoscută mai ales ca instrument de cult, fiind întâlnită în general în bisericile creștine catolice sau protestante. Orgi există însă și în săli de concerte sau în case particulare.

## Construcția unei orgi
O orgă cuprinde următoarele elemente constructive principale:
Consola, este elementul central folosit de organist, acesta interpretează diferite partituri prin intermediul acesteia.
Consola este alcătuită din:
1. Claviatura, numită și "manual". Poate fi una singură pentru orgile mici, în timp ce instrumentele mai mari pot avea mai multe manuale suprapuse. Cea mai mare orgă din lume are șapte manuale (claviaturi).
2. Pedalierul, nu este un element neapărat necesar, dar prezent în cazul orgilor mai mari, este asemănător unui manual, diferența este că acesta este situat la nivelul picioarelor și este folosit de către acestea. Pedalierul este echivalentul unei claviaturi, la care organistul cântă cu picioarele. Este rezervat, de obicei, registrelor grave și nu se regăsește la toate orgile. 
3. Registrele. Acestea sunt seturi de tuburi cu caracteristici constructive și sonore similare, producând frecvențele notelor muzicale. Prin pârghii aflate in apropierea claviaturii se pot porni, opri și combina diferitele registre ale orgii. Numărul acestora este variabil. Orgile foarte mici pot avea numai un singur registru, în timp ce altele pot număra sute de registre și mii de tuburi. 
4. Mecanica, numită și "tractură". Este sistemul care, la apăsarea degetului pe clapă, deschide ventilul care alimentează tuburile corespunzătoare cu aer. Legătura dintre clape și ventilul aferent se poate realiza: mecanic (prin pârghii), pneumatic (prin țevi de presiune, din plumb sau alte materiale), electric (ventilul fiind acționat de electromagneți) sau electronic.
Tuburile. Acestea produc sunetul orgii prin vibrația unei coloane de aer în interiorul lor. Pot fi de tip labial (adică fluiere, în care sunetul se produce prin trecerea aerului peste o muchie ascuțită, fixă) sau de tip lingual ( caz în care sunetul este produs prin trecerea aerului pe lângă ancii, care vibrează). Tuburile sunt construite, de regulă, din metal (mai ales staniu și aliaje staniu-zinc) sau lemn. Au diferite lungimi, în funcție de înălțimea sunetului pe care trebuie să îl producă. Forma și caracteristicile lor constructive le conferă timbre sonore diferite. Timbrul este stabilit mai ales de forma tubului și mai puțin de materialul din care acesta este confecționat.
Mecanismul de aprovizionare cu aer, care pe vremuri consta din burdufuri acționate manual de către un asistent al organistului, astăzi este deseori înlocuit de un ventilator electric.

## Orgi în România
În România orga cu cele mai multe registre, 78 de registre, se află în Catedrala Evanghelică din Sibiu. Orga de la Biserica Neagră din Brașov are 63 de registre, iar orga de la Biserica Sfântul Mihail din Cluj are 35 de registre. Orga de la Biserica Neagră este cea mai mare orgă mecanică din România.
Alte orgi importante se găsesc în studioul Radio Televiziunii Române din București, Ateneul Român, în Palatul Culturii din Târgu Mureș, în Biserica Evanghelică din Bistrița, Biserica Sfânta Margareta din Mediaș, precum și în toate catedralele romano-catolice, evanghelice (luterane), reformate (calvine) și unitariene.